# 데이비드 B. 칼훈
데이비드 B. 칼훈(David B. Calhoun)은 미국 미주리주 세인트루이스에 있는 커버넌트 신학교(Covenant Theological Seminary)에서 교회사 명예 교수이며, 칼뱅주의 역사신학자이다. 커버넌트 신학교를 졸업하고 프린스턴 신학교에서 박사학위를 받았다. 자메이카 성경대학교에서 학장을 역임하였다.

## 학력
- 콜롬비아 성경대학(Columbia International University) B.A.
- 커버넌트 신학교 M.Div
- 프린스턴 신학교 Th.M.
- 프린스턴 신학교 Ph.D.

## 경력
- 자메이카 성경대학 학장(Jamaica Bible College)
- 콜롬비아 성경대학
- 미니스트리즈 인 액션(Ministries in Action)

## 저서
- Knowing God and Ourselves: Reading Calvin's Institutes Devotionally 2016

## 동영상
- Dr. David Calhoun - 2012 Covenant Theological Seminary Commencement Address
- Dr. David Calhoun - Why is church history so important?